# Fraser (Michigan)
Fraser ist eine Stadt in Macomb County von Michigan in den Vereinigten Staaten. Fraser ist ein Vorort von Detroit und Teil der Metro Detroit. Laut dem United States Census Bureau hat die Stadt eine Gesamtfläche von 10,8 km². Das U.S. Census Bureau hat bei der Volkszählung 2020 eine Einwohnerzahl von 14.726 ermittelt.

## Geschichte
Das Village of Fraser wurde 1894 durch einen Akt der staatlichen Legislative gegründet. Die Stadt wurde nach einem Anwalt aus Detroit namens Alexander J. Frazer benannt. Die City of Fraser wurde durch eine Home Rule Charter am 7. November 1956 gegründet und am 26. Dezember 1956 von den Wählern angenommen.

## Demografie
Nach einer Schätzung von 2019 leben in Fraser 14.480 Menschen. Die Bevölkerung teilt sich auf in 89,4 % Weiße, 5,0 % Afroamerikaner, 0,4 % amerikanische Ureinwohner, 2,1 % Asiaten und 3,0 % mit zwei oder mehr Ethnizitäten. Hispanics und Latinos aller Ethnien machten 2,8 % der Bevölkerung aus. Das mittlere Haushaltseinkommen lag bei 59.089 US-Dollar und die Armutsquote bei 9,9 %.

## Persönlichkeiten
- Brian Williams (* 1994), Diskuswerfer